# Брадзот
Брадзо́т (от норв. Bråsott — мгновенная болезнь) — острое инфекционное заболевание овец, характеризующееся быстрым отравлением организма, поражением желудка, печени и других внутренних органов.

## Общие сведения
Впервые, как самостоятельное заболевание, брадзот был описан норвежским ветеринаром Иваром Нильсеном (норв. Ivar Nielsen) в 1888 году. Он установил, что болезнь вызывается развивающимися в сычуге овец токсинообразующими бактериями из рода Клостридий (лат. Clostridium). Чаще всего это Clostridium septicum, но бывает и Clostridium oedematiens, реже Clostridium gigas.
В естественных условиях к болезни восприимчивы овцы обоих полов, всех пород и возрастов. Экономический ущерб от неё значителен.

## Распространение
Брадзот наиболее характерен для стран Северной Европы — Исландии, Норвегии, Шотландии и Фарерские острова, но иногда встречается и в достаточно далёких от них местах, например, Австралии и США.

## Способ передачи
Брадзот не заразен, но часто проявляется как эпидемия. Причина в том, что возбудители болезни попадают в организм из почвы с загрязненной спорами клостридий водой. Поэтому особенно большие эпизоотии возникают в дождливые годы.
Кроме того, увеличение заболеваемости может возникать в период заморозков после поедания мёрзлой травы или покрытого инеем корма, а также из-за переохлаждения организма, например, после стрижки.

## Течение болезни
Течение болезни в значительной части проходит скрытно. Молодые животные погибают через 11 — 55 часов после заражения, старые иногда выздоравливают. Видимые клинические признаки наблюдаются только за 10 — 15 мин, реже за 2 — 12 часов до развязки. Выглядит это как падение в судорогах здорового на вид животного. Иногда наблюдается понос, вздутие желудка, скрежетание зубами и пена изо рта. У павших овец иногда отмечается настолько сильное вздутие, что происходит разрыв кожи. Из естественных отверстий нередко выделяется кровянистая жидкость. Видимые слизистые оболочки носа, рта и конъюнктивы синюшны. Шерсть легко выдергивается из кожи.
В пораженных стадах потери могут превосходить 50 %.

## Диагноз
Прижизненный диагноз поставить очень трудно, так как болезнь протекает очень остро, а клинические признаки недостаточно характерны. Учитывают эпизоотологические данные. Особенно важно собрать сведения о регистрации вспышек брадзота в данной местности в прошлые годы. Большое диагностическое значение имеет обнаружение пронизанных пузырьками газа серозно-геморрагических инфильтратов в подкожной клетчатке, геморрагическое воспаление и изъявление слизистой оболочки сычуга и двенадцатиперстной кишки, наличие очагов некроза в печени.

## Способы борьбы
Лечение в настоящее время не разработано. Эффективным профилактическим мероприятием являются прививки поливалентной концентрированной вакциной.
При обнаружении заболевания вводится карантин, который снимается по истечении 14 суток после окончания прививок или последнего случая гибели от брадзота.